# Investigative Reporters & Editors
Investigative Reporters and Editors, Inc. (Em Português: Repórteres e Editores Investigadores) (IRE) é uma organização não governamental, nos Estados Unidos, que se concentra em melhorar a qualidade do jornalismo, em particular o jornalismo investigativo. Fundada em 1975, ela apresenta o IRE Awards e realiza conferências e aulas de treinamento para jornalistas. Sua sede é em Columbia, Missouri, na Faculdade de Jornalismo da Universidade do Missouri. É a maior e mais antiga associação de jornalismo investigativo.

## História

### Início da fundação
Após a renúncia do Presidente Richard Nixon, onze jornalistas se reuniram em Reston, Virgínia. Estes jornalistas esperavam, após várias condutas de jornalismo de investigação pobre durante os anos 60 e 70, de criar uma associação nacional que pudesse ajudar os jornalistas americanos a produzir boas práticas no ofício. Foi nessa reunião que a Investigative Reporters and Editors, Inc. foi fundada. Uma doação de $3.100 da Lilly Endowment (Fundo patrimonial Lilly, da Eli Lilly and Company) de Indianápolis pagou as despesas da reunião.
Durante o debate sobre qual nome a organização deveria ser chamada, Les Whitten, um dos jornalistas presentes à reunião, apontou que uma característica marcante dos jornalistas de investigação era um sentimento de ultraje. Alguém na reunião pegou um dicionário para encontrar sinônimos de "outrage" (ultraje em inglês) e encontrou a palavra em inglês "ire", que funcionaria como um acrônimo para "Investigative Reporters and Editors Group" (Grupo de Repórteres e Editores Investigativos).
A reunião também debateu quem deveria ou não ser permitido na futura organização. Alguns dos jornalistas reunidos sugeriram a restrição de membros para acrescentar prestígio à organização, enquanto outros sugeriram uma organização mais aberta aos jornalistas de investigação e editores, de modo que mesmo jornalistas inexperientes poderiam obter ajuda da IRE. No final, os jornalistas decidiram por serem mais abertos a outros jornalistas. Mais tarde, em março de 1975, escrevendo em uma revista especializada em comércio para divulgar a nova organização, Harley Bierce, do Indianapolis Star, enfatizou que a organização forneceria serviços a qualquer repórter que precisasse de assistência em uma história investigativa. "Queremos enfatizar que esta não será uma organização exclusiva", escreveu ele. "Bons repórteres naturalmente se enquadram nesta classificação [de repórter investigativo]".

### Primeira conferência
Após a reunião, foi criado um comitê diretor, encarregado de explorar o interesse em uma organização nacional de jornalismo de investigação, e de planejar uma conferência nacional. Também foi formado um comitê executivo, composto por Robert Peirce, Ronald Koziol, Paul Williams, Myrta Pulliam, Harley Bierce, Edward O. DeLaney e Robert Friedly.
A IRE estava em uma posição delicada para pedir fundos e subsídios, já que um jornalista também investigava fundações, embora a IRE tenha aceito a Lilly Endowment, criada pelos fundadores da Eli Lilly and Company, uma empresa farmacêutica. A captação inicial de recursos, esperava o IRE, financiaria 250 jornalistas e editores para a primeira conferência nacional da IRE. Após muitos sucessos e fracassos na busca de fundos, os fundos da IRE chegaram a mais de USD 18.000, mas longe dos fundos necessários para apoiar financeiramente os jornalistas e editores da primeira conferência. A primeira conferência nacional também teve jornalistas criticando a IRE por receber subsídios de fundações como a da Lilly, e de publicações, embora estas publicações estivessem limitando os fundos a seus próprios jornalistas de investigação. Consequentemente, os membros do IRE aprovaram uma resolução para receber fundos somente de fundações que "devem sua existência a empreendimentos jornalísticos", e fundações educacionais e de pesquisa.
A primeira conferência nacional da IRE foi realizada entre 18 e 20 de junho de 1976, em Indianápolis. Mais de 300 pessoas participaram, incluindo aproximadamente 200 participantes pagantes de 35 estados americanos, 30 palestrantes e 40 estudantes. Os tópicos dos workshops incluíram o estado da arte do jornalismo investigativo, como administrar uma investigação, como trabalhar em equipe, como relatar tópicos específicos, como o crime, e como lidar com questões legais e éticas na reportagem investigativa. Os membros da IRE também votaram para angariar fundos para estabelecer um centro de recursos na Universidade Estadual de Ohio até 1º de julho de 1977. Os membros também votaram a favor de uma resolução que pedia que jornalistas, editores e agências noticiosas terminassem suas associações com a Central Intelligence Agency (CIA), o Federal Bureau of Investigation (FBI), entre outras agências de cumprimento da lei, para manter a "independência jornalística americana". Os membros também votaram para estabelecer um comitê de ética "responsável por levantar de forma contínua as questões éticas que confrontam os jornalistas" e ser "responsável por examinar as suposições que estão na base" do jornalismo de investigação. Os membros também votaram para estabelecer um comitê de jornalistas de radiodifusão para aconselhar a diretoria do IRE sobre problemas específicos para investigações de radiodifusão.

### A localização do sede da IRE
A morte de Paul Williams em 1976 causou o primeiro dilema da IRE. Williams tinha conexões com a Universidade Estadual de Ohio, sendo um professor lá, e tinha estabelecido uma relação entre a IRE e a universidade. O comitê executivo decidiu então encontrar outra universidade para seu centro. Em 1978, duas propostas chegaram à diretoria da IRE: uma da Universidade de Boston, e outra da Faculdade de Jornalismo da Universidade do Missouri. Embora a diretoria tenha inicialmente favorecido a Universidade de Boston, o reitor Roy M. Fisher, da Faculdade de Jornalismo da Universidade do Missouri, enfatizou a tradição de sua escola em jornalismo. A proposta do Missouri também oferecia serviços gratuitos de clipping para a IRE, pagaria os salários dos funcionários do escritório e ajudaria a IRE na arrecadação de fundos. No fim, em junho de 1978, uma reunião em Denver dos membros da IRE decidiu por unanimidade pela Universidade do Missouri.

### Sede da IRE na Faculdade de Jornalismo da Universidade de Missouri
Entre de 1976 e 1980, a sede foi gradualmente sendo estabelecida na Faculdade de Jornalismo da Universidade do Missouri, que contratou uma equipe permanente para a IRE, fundou uma publicação (IRE Journal), realizou conferências anuais e regionais, criou um programa anual de prêmios e adotou uma definição de jornalismo investigativo.

### Projeto Arizona
Em 1976, um dos membros da IRE, Don Bolles, repórter do jornal Arizona Republic, foi assassinado por uma explosão de bomba debaixo de seu carro. Liderados pelo jornalista do Newsday Robert W. Greene, a equipe do Projeto Arizona foi composta por 38 jornalistas de 28 jornais e estações de televisão americanos. Eles foram a Phoenix, Arizona, para produzir uma série de 23 partes em 1977 expondo a corrupção generalizada no estado.

### NICAR (National Institute for Computer-Assisted Reporting)
O projeto NICAR (Em português: Instituto Nacional de Reportes Assistido por Computador) foi fundado em 1989, com o objetivo de ajudar jornalistas no jornalismo de dados.